# Limnophora fenellae
Limnophora fenellae este o specie de muște din genul Limnophora, familia Muscidae, descrisă de Peris în anul 1963.
Este endemică în Annobón. Conform Catalogue of Life specia Limnophora fenellae nu are subspecii cunoscute.